# Тарілка самотності
Тарілка самотності (англ. A Saucer of Loneliness) — другий сегмент 1-го епізоду 2-го сезону телевізійного серіалу «Зона сутінків».

## Сюжет
Молода та зовні не дуже приваблива жінка Маргарет потерпає через цілковиту самотність. Коли вона бачить навколо себе закохані пари або просто живе спілкування між людьми, її починає охоплювати «біла» заздрість та печаль. Мати Маргарет, яка відрізняється надто консервативними поглядами на життя, дорікає жінці, що вона досі самотня, бо, за її уявленнями, в цьому віці всі жінки виходять заміж. Також мати незадоволена, що Маргарет сидить на її шиї, незважаючи навіть на те, що вона має власний дохід, працюючи офіціанткою.
Одного дня Маргарет, йдучи по пляжному узбережжю, бачить над собою літаючу тарілку. Її також помічають телевізійники, які в цей час знаходяться поруч, та звичайні люди. Через деякий час тарілка зникає, залишивши жінці повідомлення особистого плану. Навколо Маргарет починається ажіотаж, про таємничу жінку знімають сюжет, а журналісти намагаються з'ясувати, яке повідомлення надіслала їй ця тарілка. Прийшовши додому, молода жінка вмикає телевізор та бачить у вечірньому випуску новин саму себе, а також невідому тарілку, яка перед цим літала над нею. Це бачить також і матір Маргарет, після чого між жінками починається скандал. Під впливом почуття «ганьби» та «сорому» за власну дочку, літня жінка виганяє Маргарет з дому.
Віднині не маючи власної домівки, Маргарет знімає номер в готелі та продовжує працювати офіціанткою. Одного дня вона знайомиться з молодим чоловіком, який прийшов пообідати до закладу, де вона працює. Він пропонує їй зустрітися та разом повечеряти, на що Маргарет, яка давно вже втомилася від самотності, дає згоду. Під час вечері чоловік обережно цікавиться в Маргарет, яке повідомлення залишила їй тарілка, та обіцяє, що не розповість про це журналістам. Жінка відповідає, що це стосується лише її, однак її супутник виявляється наполегливим та продовжує спроби отримати цікаву для нього інформацію. В результаті Маргарет покидає нового знайомого та, повернувшись до свого тимчасового помешкання, зачиняється у своєму номері. Її охоплює цілковитий розпач. Вийшовши з готелю, Маргарет прямує до морського узбережжя та, дійшовши до нього, починає кидати у воду пляшки з посланнями, адресованими абстрактній людині, сподіваючись, що хтось їх знайде та захоче знайти і її. Через деякий час вона знайомиться з іще одним чоловіком, який, як виявилося, ці послання знайшов. Також виявляється, що він знає, яке повідомлення залишила Маргарет літаюча тарілка, оскільки сам свого часу отримав від цієї тарілки подібне повідомлення. Наприкінці епізоду Маргарет та її новий знайомий стають парою та прощаються зі своєю самотністю.

## Завершальна оповідь
«Записка, що знайдена у пляшці. Відправник невідомий. Живий він чи давно помер? І хто він — останній мешканець свого світу або мандрівник, загублений на чужині? Але це не важливо, важливо те, що навіть самотність рано чи пізно закінчується. І всі самотні та неприкаяні душі колись теж отримають пляшкову пошту з глибин найтемніших морів Зони сутінків».

## Цікаві факти
- Епізод не має оповіді на початку.
- Акторка Нен Мартін, що зіграла роль матері Маргарет, знімалась також в епізодах «The Incredible World of Horace Ford» («Неймовірний світ Горейс Форд») (сто сімнадцятий епізод четвертого сезону оригінальної «Зони сутінків») та «If She Dies» («Якщо вона помре») (п'ятий епізод першого сезону телевізійного серіалу «Зона сутінків»).
- Епізод знято за однойменним оповіданням Теодора Старджона.

## Ролі виконують
- Шеллі Дюваль — Маргарет
- Нен Мартін — мати Маргарет
- Річард Лібертіні — чоловік на пляжі
- Мері Гормен — Джилл
- Майрна Вайт — психіатр
- Майкл Занд — клерк
- Брікстон Карнс — бойфренд Маргарет
- Лора Гарлан — офіціантка
- Джеофф Вітчер — телеведучий
- Мері Інгерсолл — журналістка
- Девід Гейворд — журналіст
- Шеннон Лі Онсоу — друга журналістка
- Омар Гансен — другий журналіст

## Прем'єра
Прем'єрний показ епізоду відбувся в США та Великій Британії 27 вересня 1986 року.